# Amos Arbour
Amos Arbour (* 26. Januar 1895 in Waubaushene, Ontario; † 1. Dezember 1943) war ein kanadischer Eishockeyspieler, der in seiner aktiven Zeit von 1915 bis 1924 unter anderem für die Montréal Canadiens, Hamilton Tigers und Toronto St. Patricks in der National Hockey League gespielt hat.

## Karriere
Amos Arbour begann seine Karriere als Eishockeyspieler bei den Montréal Canadiens, für die er in der Saison 1915/16 sein Debüt in der National Hockey Association gab und mit denen er auf Anhieb den prestigeträchtigen Stanley Cup gewann. Anschließend spielte er ein Jahr lang für deren Ligarivalen, das Armeeteam Toronto 228th Battalion, ehe er 1917 mit seinem Regiment in den Ersten Weltkrieg eingezogen wurde. Nach Kriegsende kehrte der Angreifer 1918 nach Kanada zurück, wo er einen Vertrag als Free Agent bei seinem Ex-Club aus Montréal erhielt, der mittlerweile in der National Hockey League, der Nachfolgeliga der NHA, spielte.
Am 26. November 1921 wurde Arbour zusammen mit Harry Mummery im Tausch für Sprague Cleghorn an die Hamilton Tigers abgegeben, für die er zwei Jahre lang auf dem Eis stand, ehe er in der Saison 1923/24 für die Toronto St. Patricks in 21 Spielen vier Scorerpunkte, darunter ein Tor, erzielte. Im Anschluss an diese Spielzeit beendete der Flügelspieler im Alter von 29 Jahren seine Laufbahn.

## Erfolge und Auszeichnungen
- 1916 Stanley-Cup-Gewinn mit den Montréal Canadiens